# Schloss Laubegg

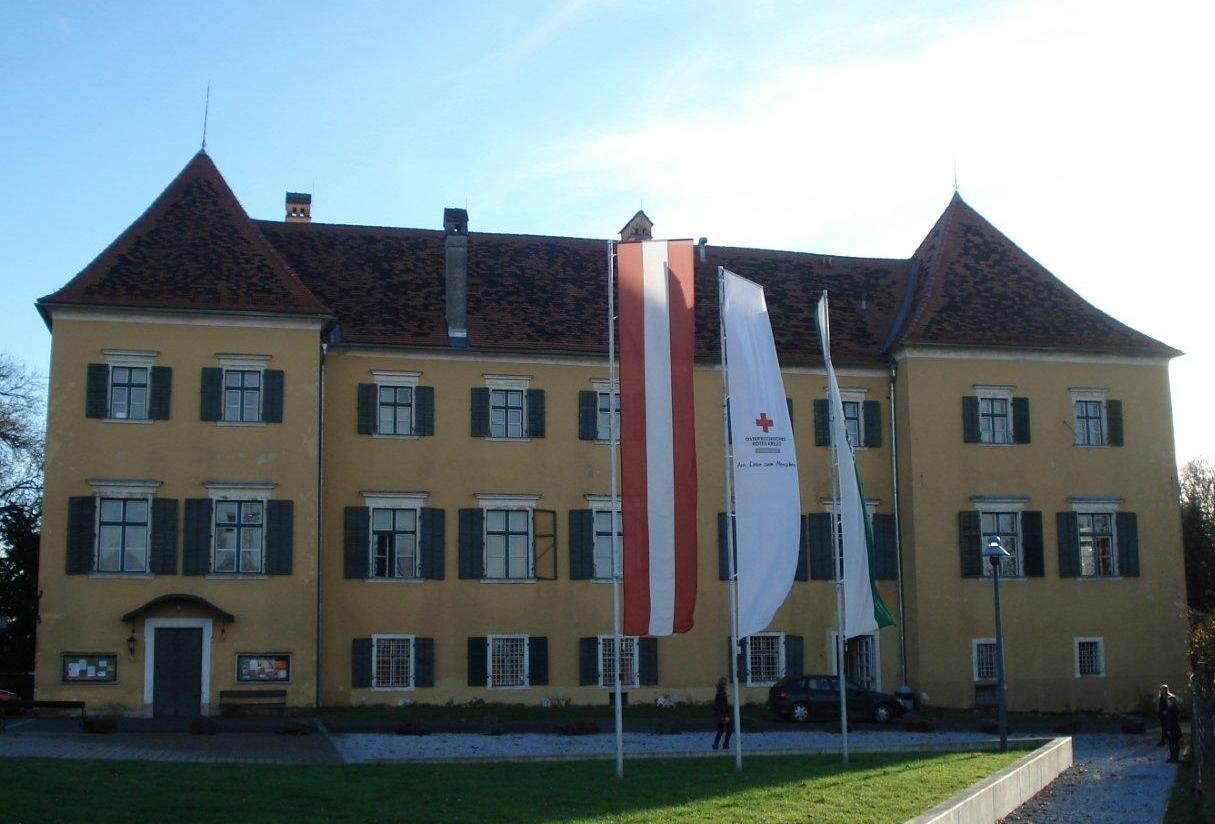
Schloss Laubegg

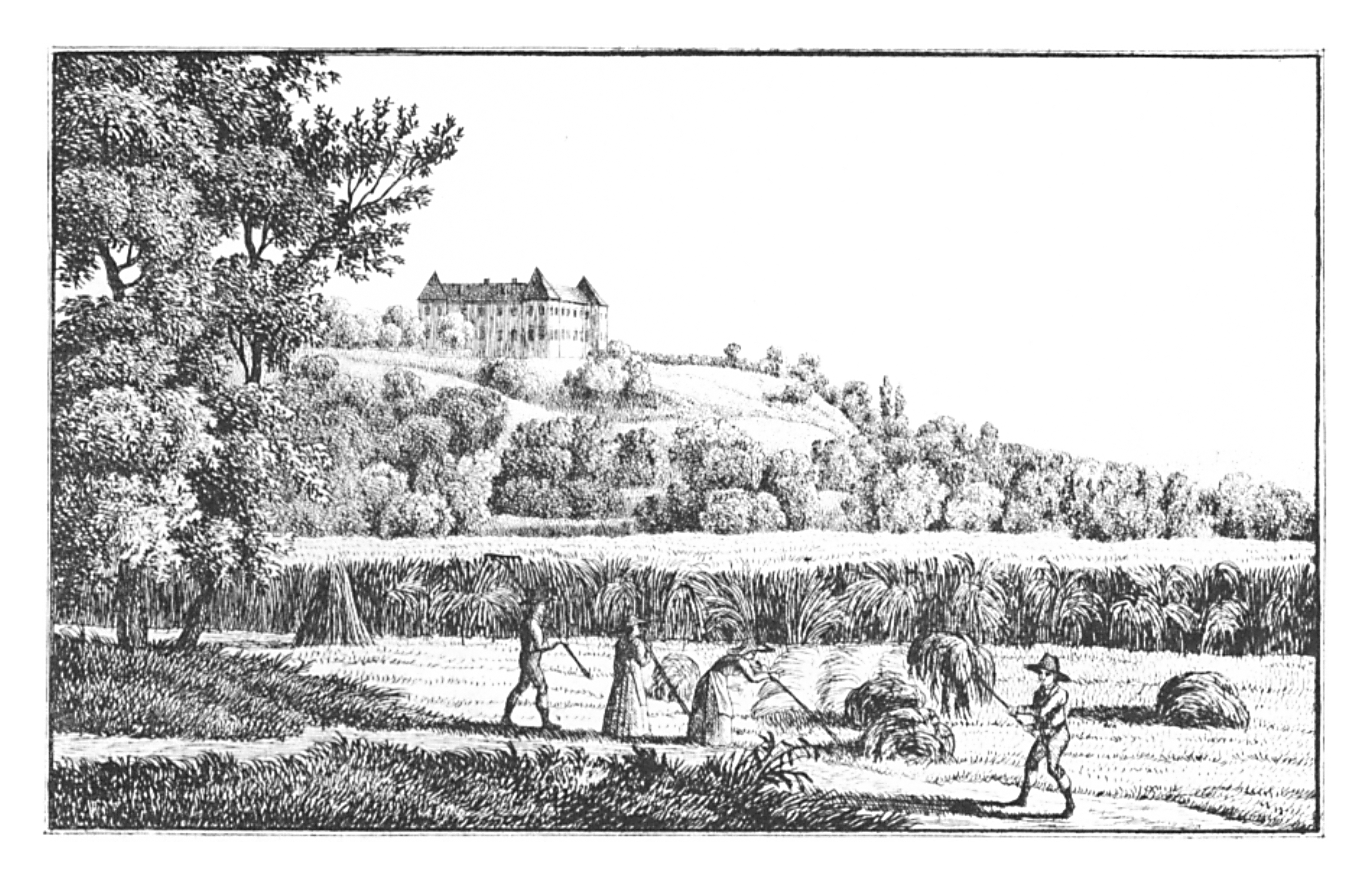
Das Schloss um 1830, Lith. Anstalt J.F. Kaiser, Graz

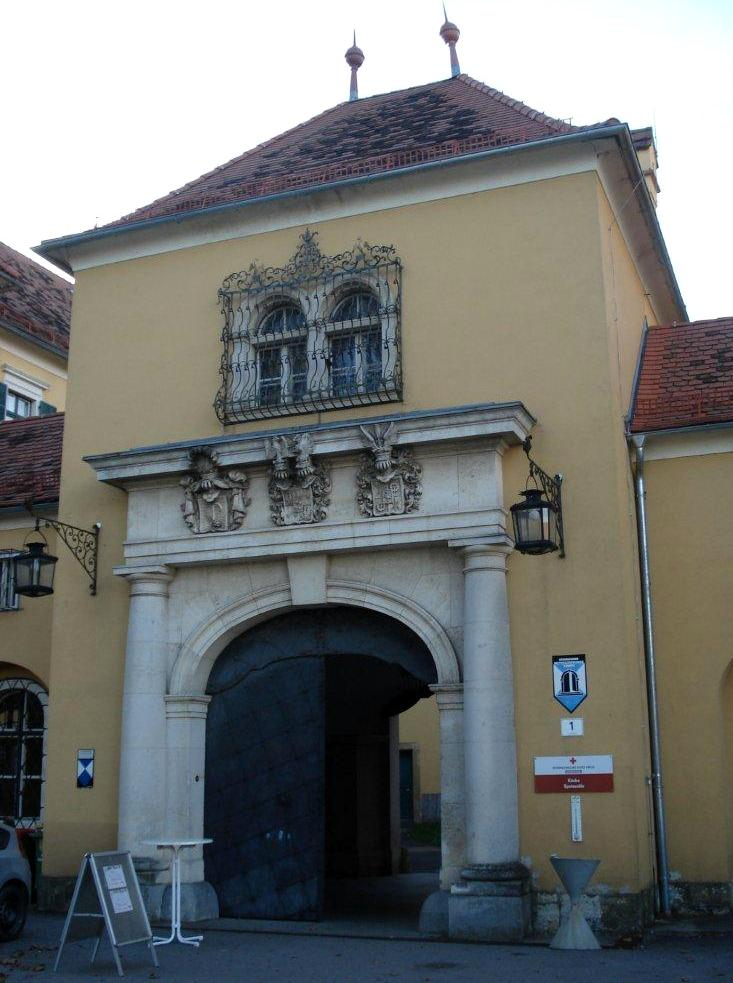
Portal

Das Schloss Laubegg liegt auf dem Gebiet der Gemeinde Ragnitz im Bezirk Leibnitz in der Steiermark.

## Geschichte
Laubegg, das ursprünglich den Eppensteinern gehörte, ging in den Besitz der Murecker über und fiel schließlich an das Adelsgeschlecht der Wildoner. In der Nähe der heutigen Katastralgemeinde Laubegg, in der das gleichnamige Schloss steht, befand sich früher eine Fähre über die Mur. Ullinus de Lovbeke, ein Gefolgsmann der Wildoner, wurde hier 1254 zum ersten Mal urkundlich erwähnt. 1302 musste Hartnid III. von Wildon sein Eigen Laubegg als Entschädigung an das Bistum Seckau abtreten und konnte es als Lehen zurückerhalten. 1308 verloren die Wildoner Schloss und Herrschaft Laubegg an die Grazer Walseer und nach deren Erlöschen 1363 übernahmen die Herren von Pettau das bischöfliche Lehen. Nach dem Tod des letzten Pettauers Friedrich IX. im Jahr 1438 übertrug dessen Tochter Agnes die Herrschaft König Friedrich III., dem späteren Kaiser, wodurch diese landesfürstlichen Status erlangte.
Im Jahr 1532 wurde die Anlage im ersten österreichischen Türkenkrieg zerstört und 1561 mit der Wiedererrichtung des Schlosses begonnen. Es bestand eine gute Sichtverbindung zwischen dem Schloss und benachbarten Wehrbauten, weswegen eine Kreidfeuerstation als Warnsystem eingerichtet wurde.
Schloss Laubegg befand sich in den folgenden Jahrhunderten im wechselnden Besitz, wurde unter anderem als Noviziatshaus genutzt, bis es 1940 als Gauschulungsburg Verwendung fand. In der Zeit nach dem Zweiten Weltkrieg und der Besatzung durch sowjetische und britische Truppen begannen umfassende Renovierungsarbeiten an der Außenfassade und in den Innenräumen. In der jüngeren Vergangenheit wurde das Gebäude als Altenpflegeheim sowie als Erholungsheim der Caritas verwendet. Seit 2004 befindet sich das Schulungs- und Einsatzzentrum des Steirischen Roten Kreuzes, das der nunmehrige Eigentümer ist, in den Räumlichkeiten des Schlosses.